# Kemestaródfa
Kemestaródfa es un pueblo ubicado en el distrito de Körmend, en el condado de Vas, Hungría.

## Superficie
Posee una superficie de 6,350 kilómetros cuadrados.

## Demografía
Hasta 2019 la población era de 204 habitantes, con una densidad de población de 32,13 habitantes por kilómetro cuadrado.